# 威尔克斯-巴里 (宾夕法尼亚州)
威尔克斯-巴里（英語：Wilkes-Barre），位于美国宾夕法尼亚州东北部，是卢泽恩县的县治所在，人口约4.1万（2012年）。